# Någonting att äta, någonting att dricka
Någonting att äta, någonting att dricka är ett musikalbum från 2005. En dubbel-CD med musik från motbokens tid, med mat- och dryckesvisor i fokus. Några av de medverkande artister är Elof Ahrle, Alice Babs, Anna-Lisa Baude, Svasse Bergqvist, Jussi Björling, Lasse Dahlquist, Gösta Ekman, John Wilhelm Hagberg, Carl Hagman, Carl Jularbo, Lasse Krantz, Zarah Leander, Thor Modéen, Edvard Persson, Harry Persson, Povel Ramel, Artur Rolén, Ernst Rolf, Sven Olof Sandberg, Karl Wehle och Ragnar Wiberg.